# 大隊区
大隊区（だいたいく）は、1888年から1896年まで、大日本帝国陸軍が設けた陸軍管区の類型の一つである。区域内の徴兵・召集に関する事務、区域内に所在する予備・後備将校及び相当官の異動等届出を所掌した。4つの大隊区が、1つの旅管に属した。各大隊区は地名を冠した名称で、大隊区司令部を有した。

## 概要
1888年（明治21年）、鎮台が廃止され師団が創設されるとそれまでの鎮台の衛戍地域を大隊区に分けた。大隊区は歩兵大隊に対応し、大隊区司令部が置かれたが、これは部隊としての大隊とは異なる役所である。
同年5月の「大隊区司令部条例」（明治21年勅令第29号）によるもので、1896年（明治29年）3月の連隊区司令部条例（明治29年勅令第56号）によって、同年4月1日に連隊区と改められた。

## 変遷
管轄区域は1888年5月14日に公布された「陸軍管区表」（明治21年勅令第32号）によって定められ、所属する師管、旅管が指定された。必要に応じて警備隊区が設置された。
| 師管 （師団司令部） | 旅管 （旅団司令部） | 大隊区   | 大隊区   | 設置年月日     | 改廃年月日    | 備考                                    |
| 第一（東京）        | 第一（東京）        | 大隊区   | 麻布     | 1888年5月14日  | 1896年4月1日  |                                         |
| 第一（東京）        | 第一（東京）        | 大隊区   | 横浜     | 1888年5月14日  | 1896年4月1日  |                                         |
| 第一（東京）        | 第一（東京）        | 大隊区   | 高崎     | 1888年5月14日  | 1896年4月1日  |                                         |
| 第一（東京）        | 第一（東京）        | 大隊区   | 長野     | 1888年5月14日  | 1896年4月1日  |                                         |
| 第一（東京）        | 第一（東京）        | 警備隊区 | 小笠原島 | 1888年5月14日  | 1896年4月1日  |                                         |
| 第一（東京）        | 第二（佐倉）        | 大隊区   | 佐倉     | 1888年5月14日  | 1896年4月1日  |                                         |
| 第一（東京）        | 第二（佐倉）        | 大隊区   | 水戸     | 1888年5月14日  | 1896年4月1日  |                                         |
| 第一（東京）        | 第二（佐倉）        | 大隊区   | 本郷     | 1888年5月14日  | 1896年4月1日  |                                         |
| 第一（東京）        | 第二（佐倉）        | 大隊区   | 宇都宮   | 1888年5月14日  | 1896年4月1日  |                                         |
| 第二（仙台）        | 第三（仙台）        | 大隊区   | 仙台     | 1888年5月14日  | 1896年4月1日  |                                         |
| 第二（仙台）        | 第三（仙台）        | 大隊区   | 福島     | 1888年5月14日  | 1896年4月1日  |                                         |
| 第二（仙台）        | 第三（仙台）        | 大隊区   | 新発田   | 1888年5月14日  | 1896年4月1日  |                                         |
| 第二（仙台）        | 第三（仙台）        | 大隊区   | 柏崎     | 1888年5月14日  | 1896年4月1日  |                                         |
| 第二（仙台）        | 第三（仙台）        | 警備隊区 | 佐渡     | 1888年5月14日  | 1896年4月1日  |                                         |
| 第二（仙台）        | 第四（青森）        | 大隊区   | 青森     | 1888年5月14日  | 1896年4月1日  |                                         |
| 第二（仙台）        | 第四（青森）        | 大隊区   | 盛岡     | 1888年5月14日  | 1896年4月1日  |                                         |
| 第二（仙台）        | 第四（青森）        | 大隊区   | 秋田     | 1888年5月14日  | 1896年4月1日  |                                         |
| 第二（仙台）        | 第四（青森）        | 大隊区   | 山形     | 1888年5月14日  | 1896年4月1日  |                                         |
| 第三（名古屋）      | 第五（名古屋）      | 大隊区   | 名古屋   | 1888年5月14日  | 1896年4月1日  |                                         |
| 第三（名古屋）      | 第五（名古屋）      | 大隊区   | 津       | 1888年5月14日  | 1896年4月1日  |                                         |
| 第三（名古屋）      | 第五（名古屋）      | 大隊区   | 豊橋     | 1888年5月14日  | 1896年4月1日  |                                         |
| 第三（名古屋）      | 第五（名古屋）      | 大隊区   | 静岡     | 1888年5月14日  | 1896年4月1日  |                                         |
| 第三（名古屋）      | 第六（金沢）        | 大隊区   | 金沢     | 1888年5月14日  | 1896年4月1日  |                                         |
| 第三（名古屋）      | 第六（金沢）        | 大隊区   | 富山     | 1888年5月14日  | 1896年4月1日  |                                         |
| 第三（名古屋）      | 第六（金沢）        | 大隊区   | 岐阜     | 1888年5月14日  | 1896年4月1日  |                                         |
| 第三（名古屋）      | 第六（金沢）        | 大隊区   | 福井     | 1888年5月14日  | 1896年4月1日  |                                         |
| 第四（大阪）        | 第七（大阪）        | 大隊区   | 大阪     | 1888年5月14日  | 1896年4月1日  |                                         |
| 第四（大阪）        | 第七（大阪）        | 大隊区   | 和歌山   | 1888年5月14日  | 1896年4月1日  |                                         |
| 第四（大阪）        | 第七（大阪）        | 大隊区   | 大津     | 1888年5月14日  | 1896年4月1日  |                                         |
| 第四（大阪）        | 第七（大阪）        | 大隊区   | 京都     | 1888年5月14日  | 1896年4月1日  |                                         |
| 第四（大阪）        | 第八（姫路）        | 大隊区   | 姫路     | 1888年5月14日  | 1896年4月1日  |                                         |
| 第四（大阪）        | 第八（姫路）        | 大隊区   | 岡山     | 1888年5月14日  | 1896年4月1日  |                                         |
| 第四（大阪）        | 第八（姫路）        | 大隊区   | 神戸     | 1888年5月14日  | 1896年4月1日  |                                         |
| 第四（大阪）        | 第八（姫路）        | 大隊区   | 宮津     | 1888年5月14日  | 1890年5月20日 | 福知山大隊区に改組                      |
| 第四（大阪）        | 第八（姫路）        | 大隊区   | 福知山   | 1890年5月20日  | 1896年4月1日  | 宮津大隊区から改組                      |
| 第五（広島）        | 第九（広島）        | 大隊区   | 広島     | 1888年5月14日  | 1896年4月1日  |                                         |
| 第五（広島）        | 第九（広島）        | 大隊区   | 尾ノ道   | 1888年5月14日  | 1896年4月1日  |                                         |
| 第五（広島）        | 第九（広島）        | 大隊区   | 山口     | 1888年5月14日  | 1896年4月1日  |                                         |
| 第五（広島）        | 第九（広島）        | 大隊区   | 松江     | 1888年5月14日  | 1896年4月1日  |                                         |
| 第五（広島）        | 第九（広島）        | 警備隊区 | 隠岐     | 1888年5月14日  | 1896年4月1日  |                                         |
| 第五（広島）        | 第十（丸亀）        | 大隊区   | 丸亀     | 1888年5月14日  | 1896年4月1日  |                                         |
| 第五（広島）        | 第十（丸亀）        | 大隊区   | 徳島     | 1888年5月14日  | 1896年4月1日  |                                         |
| 第五（広島）        | 第十（丸亀）        | 大隊区   | 松山     | 1888年5月14日  | 1896年4月1日  |                                         |
| 第五（広島）        | 第十（丸亀）        | 大隊区   | 高知     | 1888年5月14日  | 1896年4月1日  |                                         |
| 第六（熊本）        | 第十一（熊本）      | 大隊区   | 熊本     | 1888年5月14日  | 1896年4月1日  |                                         |
| 第六（熊本）        | 第十一（熊本）      | 大隊区   | 宮崎     | 1888年5月14日  | 1896年4月1日  |                                         |
| 第六（熊本）        | 第十一（熊本）      | 大隊区   | 八代     | 1888年5月14日  | 1890年5月20日 | 熊本/鹿児島大隊区に編入                 |
| 第六（熊本）        | 第十一（熊本）      | 大隊区   | 鹿児島   | 1888年5月14日  | 1896年4月1日  |                                         |
| 第六（熊本）        | 第十一（熊本）      | 大隊区   | 大分     | 1890年5月20日  | 1896年4月1日  | 宮崎/小倉大隊区から大分区域を分離し編成 |
| 第六（熊本）        | 第十一（熊本）      | 警備隊区 | 大島     | 1888年5月14日  | 1896年4月1日  |                                         |
| 第六（熊本）        | 第十一（熊本）      | 警備隊区 | 沖縄     | 1888年5月14日  | 1896年4月1日  |                                         |
| 第六（熊本）        | 第十二（小倉）      | 大隊区   | 小倉     | 1890年5月20日  | 1896年4月1日  |                                         |
| 第六（熊本）        | 第十二（小倉）      | 大隊区   | 佐賀     | 1890年5月20日  | 1896年4月1日  |                                         |
| 第六（熊本）        | 第十二（小倉）      | 大隊区   | 福岡     | 1890年5月20日  | 1896年4月1日  |                                         |
| 第六（熊本）        | 第十二（小倉）      | 大隊区   | 長崎     | 1890年5月20日  | 1896年4月1日  |                                         |
| 第六（熊本）        | 第十二（小倉）      | 警備隊区 | 五島     | 1890年5月20日  | 1896年4月1日  |                                         |
| 第六（熊本）        | 第十二（小倉）      | 警備隊区 | 対馬     | 1890年5月20日  | 1896年4月1日  |                                         |
| 第七（札幌）        | 第十三（札幌）      | 大隊区   | 札幌     | 1894年10月19日 | 1896年4月1日  |                                         |
| 第七（札幌）        | 第十三（札幌）      | 大隊区   | 函館     | 1894年10月19日 | 1896年4月1日  |                                         |
| 第七（札幌）        | 第十三（札幌）      | 大隊区   | 空知太   | 1894年10月19日 | 1896年4月1日  |                                         |
| 第七（札幌）        | 第十三（札幌）      | 大隊区   | 天塩     | 1894年10月19日 | 1896年4月1日  |                                         |
| 第七（札幌）        | 第十四（根室）      | 大隊区   | 根室     | 1894年10月19日 | 1896年4月1日  |                                         |
| 第七（札幌）        | 第十四（根室）      | 大隊区   | 釧路     | 1894年10月19日 | 1896年4月1日  |                                         |
| 第七（札幌）        | 第十四（根室）      | 大隊区   | 十勝     | 1894年10月19日 | 1896年4月1日  |                                         |
| 第七（札幌）        | 第十四（根室）      | 大隊区   | 浦河     | 1894年10月19日 | 1896年4月1日  |                                         |

1890年（明治23年）5月20日、大隊区司令部条例が改正（明治23年勅令第81号）され、宮津大隊区が「福知山大隊区」に改組、八代大隊区は鹿児島/熊本大隊区にそれぞれ編入され、別に大分全域を担当する「大分大隊区」が編成された。
1894年（明治27年）10月19日、大隊区司令部条例が改正（明治27年勅令第178号）され、北海道に札幌、函館、空知太、天塩、根室、釧路、十勝、浦河の各大隊区が新設された。それと同時に「陸軍管区表」が改正（明治27年勅令第177号）され、新設大隊区の所属する師管、旅管が次のとおり指定された。

## 連隊区に引き継がれなかった大隊区
1896年に連隊区が創設された際、ほとんどの大隊区が連隊区に移行したが、引継がれなかった大隊区の概要を次に記す。

### 八代大隊区
1888年5月に設置され、「陸軍管区表」（明治21年勅令第32号）により次のとおり管轄区域が定められた。
- 熊本県

八代郡・葦北郡・球磨郡・天草郡・上益城郡・下益城郡
- 鹿児島県

高城郡・出水郡・南伊佐郡・北伊佐郡・薩摩郡・甑島郡
八代大隊区は1890年5月20日の大隊区司令部条例改正（明治23年勅令第81号）により廃止された。その旧管轄区域は、陸軍管区表の改正（明治23年勅令第82号）により熊本県内は熊本大隊区に、鹿児島県内は鹿児島大隊区にそれぞれ編入された。
司令官
（心得）原正忠 歩兵大尉：1888年5月14日 -

### 空知太大隊区
1894年10月19日の大隊区司令部条例改正（明治27年勅令第178号）により設置され、同時に改正された「陸軍管区表」（明治27年勅令第177号）により、次のとおり管轄区域が定められた。
- 北海道

空知郡・夕張郡・樺戸郡・雨竜郡・上川郡・浜益郡・厚田郡・石狩郡（石狩国）
1896年4月1日に大隊区が連隊区に移行した際に廃止され、旧管轄区域は改正された「陸軍管区表」（明治29年勅令第24号）により札幌連隊区に編入された。

### 天塩大隊区
1894年10月19日の大隊区司令部条例改正（明治27年勅令第178号）により設置され、同時に改正された「陸軍管区表」（明治27年勅令第177号）により、次のとおり管轄区域が定められた。
- 北海道

増毛郡・留萌郡・苫前郡・天塩郡・中川郡・上川郡（天塩国） 宗谷郡・枝幸郡・礼文郡・利尻郡（北見国）
1896年4月1日に大隊区が連隊区に移行した際に廃止され、旧管轄区域は改正された「陸軍管区表」（明治29年勅令第24号）により札幌連隊区に編入された。

### 釧路大隊区
1894年10月19日の大隊区司令部条例改正（明治27年勅令第178号）により設置され、同時に改正された「陸軍管区表」（明治27年勅令第177号）により、次のとおり管轄区域が定められた。
- 北海道

厚岸郡・釧路郡・阿寒郡・川上郡・白糠郡・足寄郡（釧路国）
1896年4月1日に大隊区が連隊区に移行した際に廃止され、旧管轄区域は改正された「陸軍管区表」（明治29年勅令第24号）により根室連隊区に編入された。

### 浦河大隊区
1894年10月19日の大隊区司令部条例改正（明治27年勅令第178号）により設置され、同時に改正された「陸軍管区表」（明治27年勅令第177号）により、次のとおり管轄区域が定められた。
- 北海道

沙流郡・新冠郡・静内郡・浦河郡・様似郡・幌泉郡・三石郡（日高国）
1896年4月1日に大隊区が連隊区に移行した際に廃止され、旧管轄区域は改正された「陸軍管区表」（明治29年勅令第24号）により十勝連隊区に編入された。